# Isra Hirsi

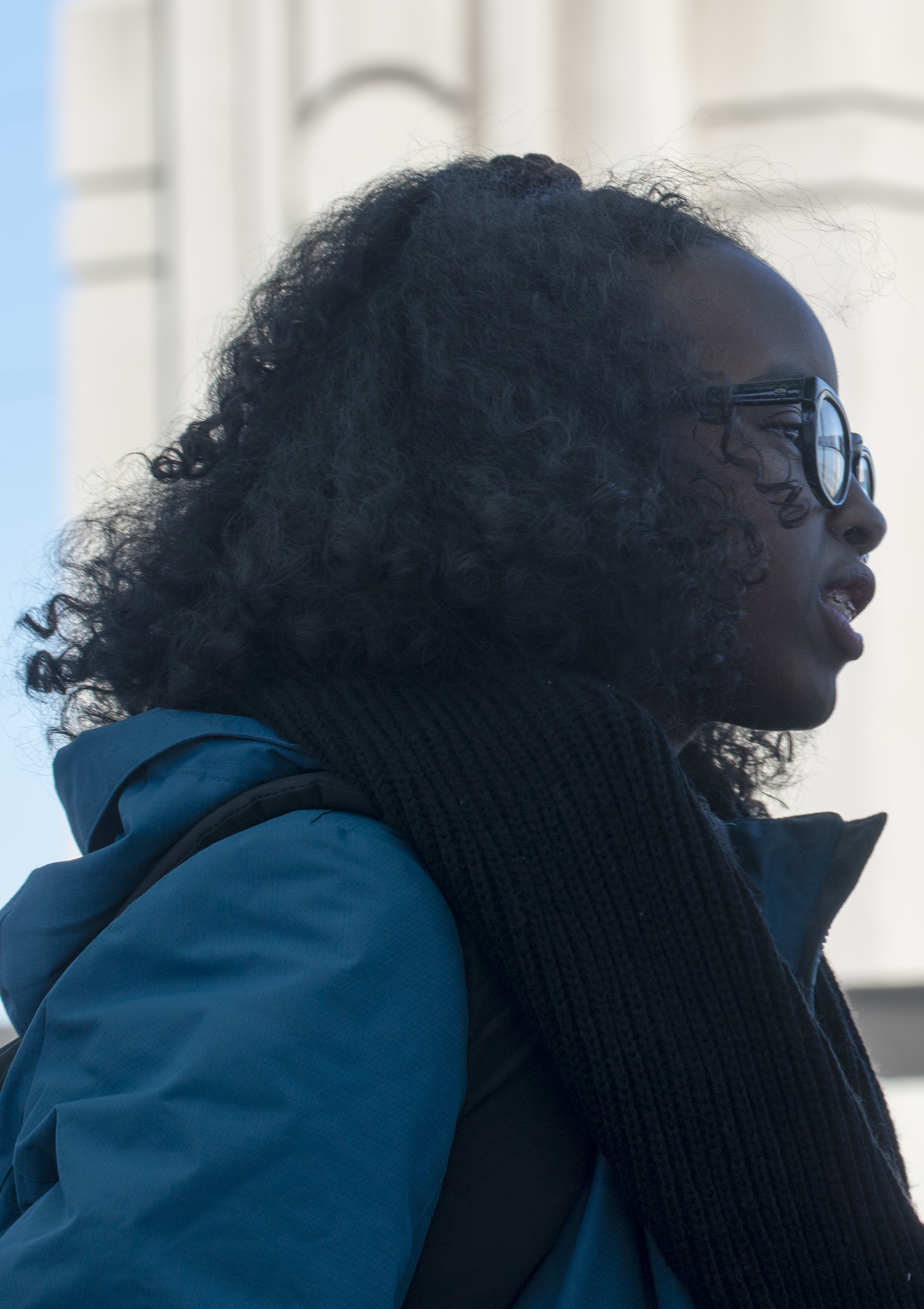
Isra Hirsi

Isra Hirsi (* 22. Februar 2003) ist eine US-amerikanische Umweltaktivistin. Sie ist Mitgründerin und Co-Executive-Direktorin des U.S. Youth Climate Strike. Im Jahr 2020 wurde sie in Fortune Magazines „40 under 40 Government and Politics“ Liste aufgeführt. Hirsi ist die Tochter der US-Kongressabgeordneten Ilhan Omar.

## Leben
Hirsi wurde am 22. Februar 2003 in Minneapolis, Minnesota geboren und ist die Tochter der somalisch/US-amerikanischen Kongressabgeordneten Ilhan Omar und von Ahmed Abdisalan Hirsi. Im Alter von 12 Jahren war sie eine der Teilnehmerinnen, die für Gerechtigkeit für Jamar Clark in der Mall of America demonstrierten. Hirsi besuchte die Minneapolis South High School, die sie 2021 abschloss. Ihr Engagement für den Klimaschutz begann, als sie in ihrem ersten Jahr an der High School dem Umweltclub beitrat. Laut eigener Aussage wurde sie auch von Greta Thunberg inspiriert.
Hirsi koordinierte die Organisation von Hunderten von Klima-Schülerstreiks in den Vereinigten Staaten am 15. März und 3. Mai 2019. Sie war Mitgründerin des U.S. Youth Climate Strike dem amerikanischen Ableger einer globalen Jugendbewegung für den Klimaschutz. In dieser Organisation fungiert sie als Co-Executive-Direktorin. Im Jahr 2019 erhielt Hirsi den Brower Youth Award. Im selben Jahr wurde sie mit dem Voice of the Future Award ausgezeichnet. 2020 wurde sie in BET’s „Future 40“ Liste aufgenommen.
Seit Herbst 2021 besucht Hirsi das Barnard College der Columbia University.
Hirsi unterstützte den Senator Bernie Sanders in den Vorwahlen der Demokratischen Partei 2020 als Kandidat für das Amt des Präsidenten der Vereinigten Staaten.